# 송라산
송라산(松蘿酸) 또는 우슨산(영어: usnic acid)은 송라속, 꽃이끼속, 아시아노란속매화나무지의속, 주황접시지의속, 탱자나무지의속, 메아리김지의속, 매화나무지의속, 가시끈지의속 등의 지의류에서 추출되는 디벤조푸란 유도체로 화학식은 C18H16O7이다. 1844년 독일 과학자 빌헬름 크노프가 처음으로 분리해냈고, 1930년대에 프랭크 쿠르드와 알렉산더 로버트슨이 인공적으로 합성해냈다. 일반적으로 지의류에서만 발견된다고 생각되지만, 홍다균이나 지의가 아닌 자낭균에서 발견되는 극소수 사례가 있다.
상온에서 쓴맛이 나는 노란색 고체로 존재한다. 송라산의 염은 송라산염(松蘿酸鹽, 영어: usnate)이라고 한다. 송라산은 지의류의 2차 대사산물로서, 그 역할은 아직 명확하게 규명되지 않았다. 송라산과 송라산염은 특유의 간독성을 가지고 있으며 간부전의 원인이 된다. 하루에 300–1350 밀리그램을 일주일 동안 경구투여한 결과 다수의 피험자에게서 심각한 간독성이 나타났다.